# Тоні Мартін
Тоні Мартін  (нім. Tony Martin, 23 квітня 1985) — колишній німецький велогонщик, фахівець у шосейних гонках на час, олімпійський медаліст і багаторазовий чемпіон світу

## Виступи на Олімпіадах
| Олімпіада   | Дисципліна                         | Місце  |
| ----------- | ---------------------------------- | ------ |
| Лондон 2012 | особиста шосейна гонка             | участь |
| Лондон 2012 | шосейна гонка з роздільним стартом | 2      |

## Зовнішні посилання
- Досьє на sport.references.com [Архівовано 15 грудня 2012 у Wayback Machine.]